# Académie Ny Antsika
El Académie Ny Antsika es un equipo de fútbol de Madagascar que juega en el Campeonato malgache de fútbol, la competición de fútbol más importante del país.

## Historia
Fue fundado en el 2000 en la localidad de Vakinankaratra y su primera temporada en el Campeonato malgache de fútbol fue en el año 2006. 
Nunca ha sido campeón de liga, pero si ha clasificado a la Liga de Campeones de la CAF en el año 2009, donde tuvo la mala suerte de que para su partido contra el US Stade Tamponnaise en condición de local fuera cancelado a raíz de la violencia política en Madagascar, quedando eliminado perdiendo el juego de ida 6-0.

## Participación en competiciones de la CAF
| Temporada | Torneo                      | Ronda      | Club                 | Casa | Visita | Global |
| --------- | --------------------------- | ---------- | -------------------- | ---- | ------ | ------ |
| 2009      | Liga de Campeones de la CAF | Preliminar | US Stade Tamponnaise | -    | 0-6    | 0-61   |

1- La serie se jugó a partido único debido a la violencia política en Madagascar.

## Jugadores destacados
- Ibrahim Amada
- Carolus Andriamatsinoro